# Banchisa antartica

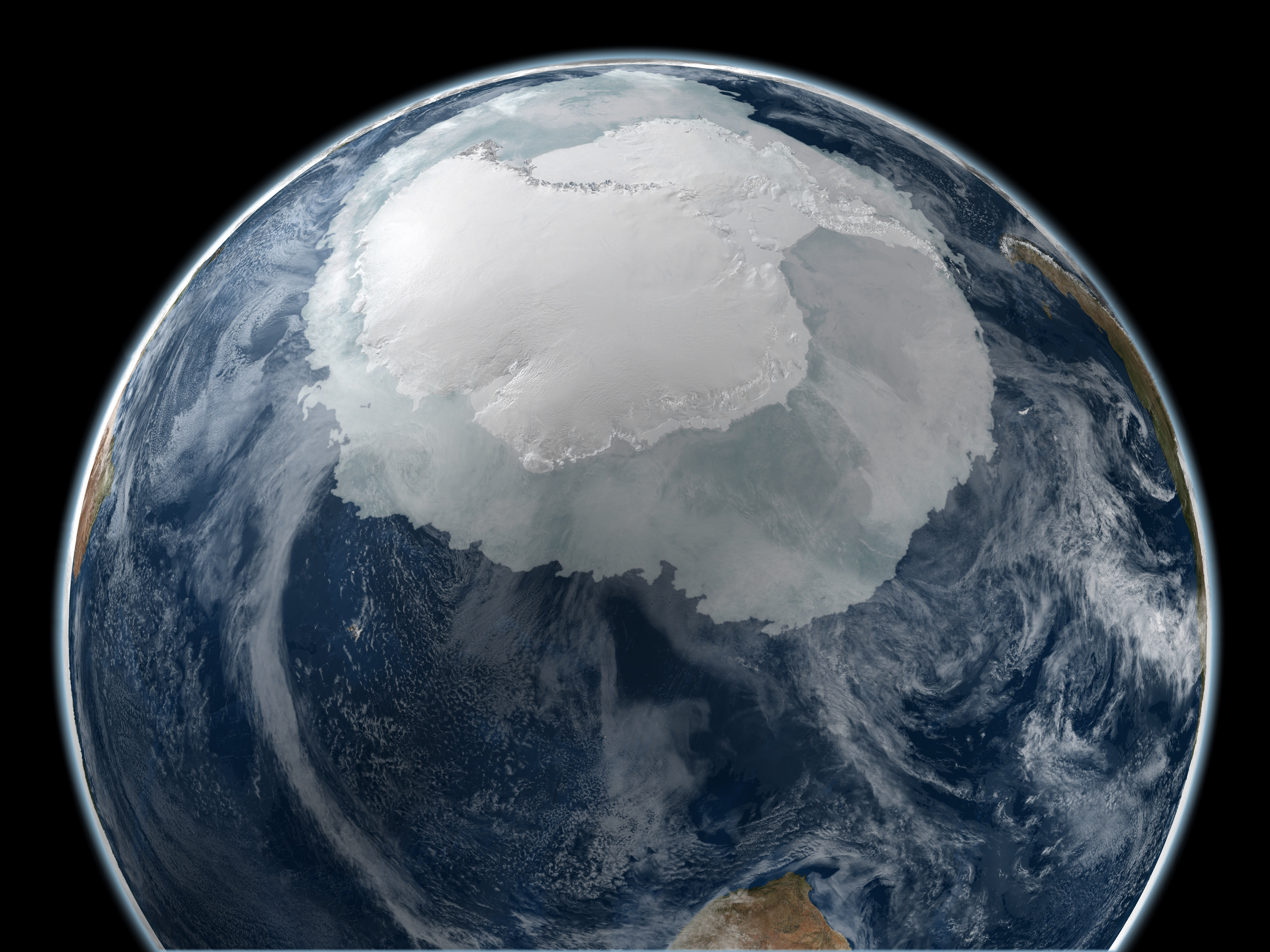
Immagine satellitare della regione antartica scattata il 21 settembre 2005. È ben visibile l'estensione della banchisa.

La banchisa antartica è la massa di ghiaccio galleggiante dell'Oceano Antartico, costituita da acqua di mare ghiacciata con spessore inferiore a pochi metri. La sua ampiezza varia notevolmente a seconda della stagione, estendendosi molto a nord in inverno e ritirandosi quasi fino alla costa ogni estate.
Rispetto alla calotta artica, la banchisa antartica è mediamente più sottile, presenta temperature più alte, ha maggiore salinità ed è più tendente alla mobilità. Essa tende a sciogliersi dalla parte inferiore invece che dalla superficie, come è invece il caso del ghiaccio artico, a causa della frequente presenza di neve sulla parte superiore. Di conseguenza, si osservano raramente stagni di fusione. Un'altra differenza tra i due ghiacci marini consiste nel fatto che, mentre si evidenzia un netto declino dell'area e del volume del ghiaccio marino artico, la tendenza in Antartide risulta approssimativamente stabile.

## Misurazioni

### Estensione
La copertura di ghiaccio marino antartico presenta un marcato carattere stagionale, con una presenza limitata di ghiaccio durante l'estate australe, espandendosi poi fino a raggiungere un'area approssimativamente equivalente a quella dell'Antartide durante l'inverno. La massima ampiezza si verifica nel mese di settembre, ovvero al termine dell'inverno australe, con un'estensione di circa 18 × 106 km2, mentre si ritira al minimo nel mese di febbraio, con un'area di circa 3 × 106 km2. Di conseguenza, gran parte del ghiaccio ha un'età pari o inferiore a un anno ed è generalmente spesso solo pochi metri. 
Il massimo livello di estensione del ghiaccio marino estivo è stato registrato nel febbraio 2022, con circa 1,9 milioni di chilometri quadrati (741.000 miglia quadre), secondo i dati del National Snow and Ice Data Center.

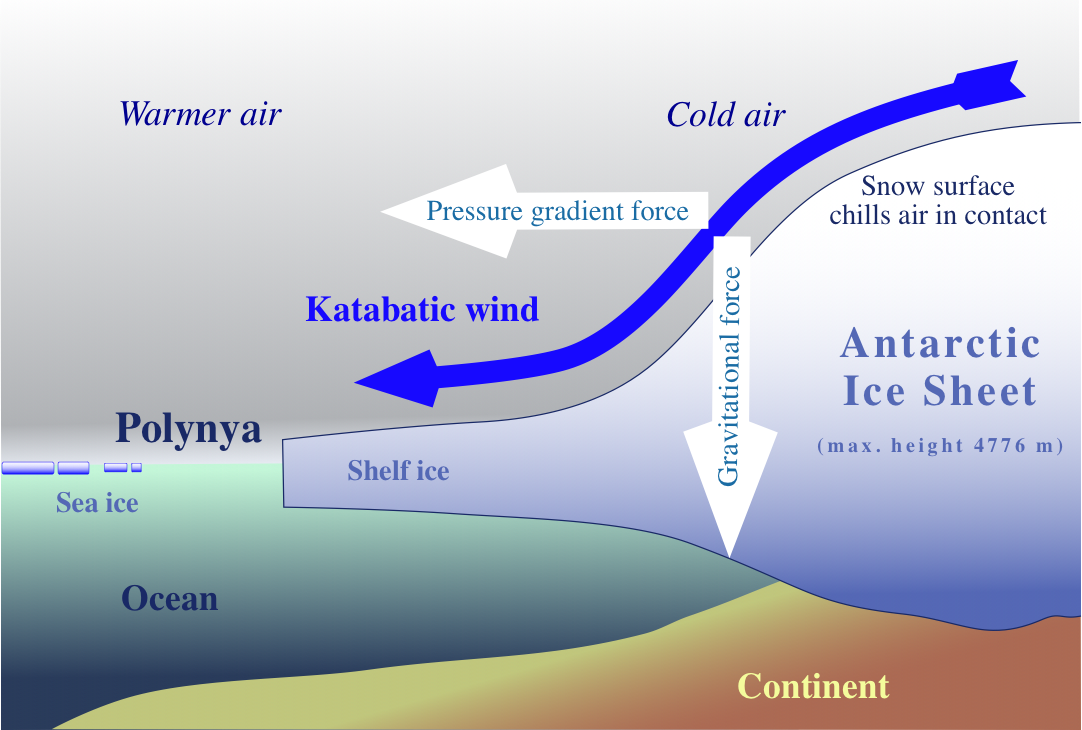
Formazione delle polinie nell'Oceano Antartico

Dato che l'oceano al largo della costa antartica tende ad essere generalmente più caldo dell'aria sovrastante, l'estensione del ghiaccio marino è principalmente influenzata dai venti e dalle correnti che lo spingono verso nord. Quando viene spinto rapidamente, il ghiaccio può percorrere distanze considerevoli prima di sciogliersi. La maggior parte della formazione del ghiaccio avviene lungo la costa, poiché il movimento del ghiaccio verso settentrione crea aree di mare aperto (dette polinie da calore latente), le quali si congelano rapidamente.

### Spessore
In quanto principalmente costituito da ghiaccio formatosi nell'ultimo anno, il ghiaccio antartico, non essendo spesso quanto il ghiaccio pluriennale, presenta generalmente uno spessore inferiore a pochi metri. Tuttavia, accumuli di neve e fenomeni di inondazione possono notevolmente aumentarne lo spessore, rendendo la struttura stratificata del ghiaccio antartico particolarmente complessa.

## Tendenze recenti e cambiamenti climatici
L'estensione del ghiaccio marino in Antartide mostra una notevole variazione di anno in anno, rendendo difficile l'identificazione di una tendenza. Nel periodo compreso tra il 2013 e il 2023 sono stati registrati massimi e minimi record, confermando una situazione di notevole fluttuazione. Tuttavia, la tendenza generale a partire dal 1979, data di avvio delle misurazioni tramite satellite, è stata di una sostanziale stabilità. Il sesto rapporto IPCC ha mostrato come nel periodo tra il 2015 e il 2023 si è osservata una diminuzione nell'estensione del ghiaccio marino ma, a causa dell'elevata variabilità, tale declino non può essere considerato un trend significativo. Tale stabilità è in netto contrasto con quella riscontrata nel ghiaccio marino artico, il quale ha manifestato una chiara tendenza alla diminuzione dell'estensione.
Le conclusioni del quinto rapporto IPCC mostrano che nel periodo compreso tra il 1979 e il 2012 è "altamente probabile" che l'estensione media annua della banchisa antartica sia aumentata da circa l'1,2% all'1,8% per decennio, traducendosi dunque in un incremento compreso tra 0,13 e 0,20 milioni di km2 per decennio. Lo stesso rapporto ha anche concluso che la mancanza di dati impedisce di stabilire una chiara tendenza in merito al volume totale o alla massa del ghiaccio marino antartico. L'aumento della superficie è presumibilmente attribuibile a diverse cause, principalmente legate ai cambiamenti nei venti occidentali dell'emisfero meridionale, i quali risultano essere una combinazione di variabilità naturale e mutamenti antropogenici indotti dai gas serra e dal buco dell'ozono. Inoltre, i venti influenzano la deriva del ghiaccio marino, e i risultati dei modelli suggeriscono che modifiche alla velocità di deriva hanno conseguenze sull'espansione della banchisa.
Altro possibile fattore è rappresentato dallo scioglimento delle piattaforme di ghiaccio, il quale contribuisce all'apporto di acqua dolce nell'oceano. Questo fenomeno aumenta la stratificazione dell'oceano in termini di densità (in genere molto debole), riducendo di conseguenza la capacità delle acque più calde, presenti più in profondità, di raggiungere la superficie, e aumentando di conseguenza l'ampiezza della banchisa specialmente nei mesi invernali. Tale effetto è stato descritto da un'indagine condotta nel 2015, che lo ha identificato all'interno dei modelli impiegati per le proiezioni dei futuri cambiamenti climatici.
Recenti variazioni nelle traiettorie dei venti, associate ai cambiamenti regionali nel numero di blocchi e di cicloni e anticicloni extratropicali nelle aree intorno all'Antartide, hanno comportato una disomogeneità nello spostamento della banchisa, che tende a muoversi più verso nord in alcune zone e meno lontano in altre.
A gennaio 2023, il National Snow and Ice Data Center ha comunicato che l'estensione del ghiaccio marino antartico aveva raggiunto il livello più basso mai registrato dai satelliti in un arco temporale di 45 anni: più di 500.000 chilometri quadrati (193.000 miglia quadrate) al di sotto del record precedente del 2018. Quattro dei cinque anni con la minima estensione (registrata nella seconda metà di dicembre) si sono verificati a partire dal 2016

### Implicazioni
Monitorare le variazioni nel ghiaccio marino è cruciale in quanto ciò influisce direttamente sugli organismi psicrofili che abitano questa regione.
I cambiamenti nel ghiaccio marino antartico rivestono un'importanza significativa anche a causa delle implicazioni sulla circolazione atmosferica e oceanica. Quando si forma il ghiaccio marino, questo respinge il sale (l'acqua dell'oceano è salina ma il ghiaccio marino è in gran parte dolce), si forma dunque uno strato di acqua con alta densità salina che scende in profondità, svolgendo un ruolo chiave nella formazione acqua di fondo dell'Oceano Antartico.

## Effetti sulla navigazione
«"[La] maggior parte di questo continente meridionale (ipotizzando che ne esista uno) deve trovarsi all'interno del circolo polare, dove il mare è così ingombro di ghiaccio che la terra risulta inaccessibile."»

— James Cook, Giornali di bordo nei viaggi d'esplorazione
La forza del ghiaccio in movimento è considerevole; può arrivare a schiacciare le navi che rimangono intrappolate nella banchisa e limita fortemente le aree in cui le navi possono attraccare, persino durante l'estate. Per sbarcare i rifornimenti presso le stazioni di ricerca vengono utilizzate navi rompighiaccio e porti appositamente attrezzati.